# Theologische Fakultät von Norditalien

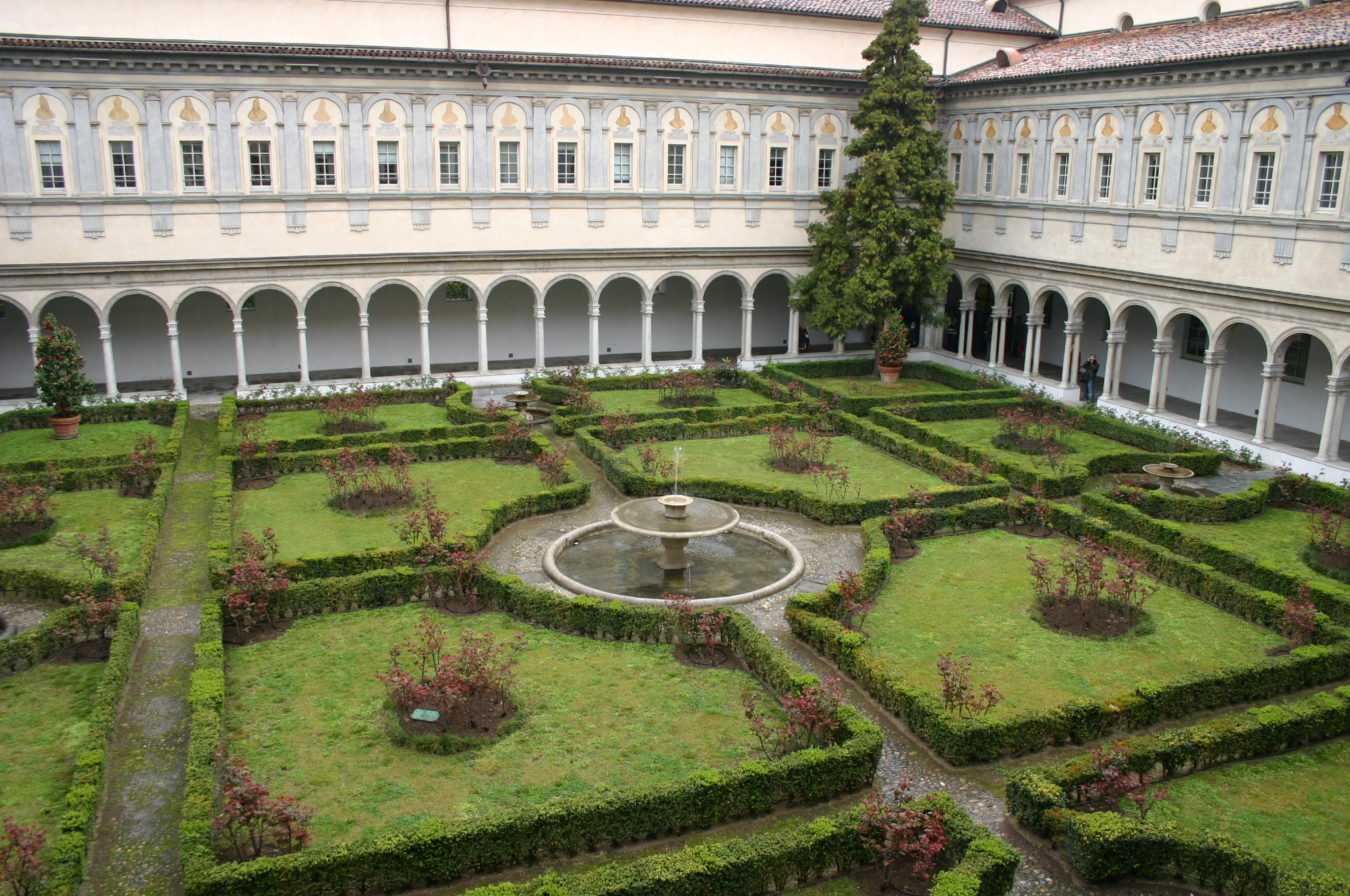
Kreuzgang im Kloster San Simpliciano, Sitz der Fakultät

Die Theologische Fakultät von Norditalien (italienisch: Facoltà teologica dell’Italia settentrionale di Milano) ist eine Hochschule in Trägerschaft der römisch-katholischen Kirche mit Sitz in Mailand.
Vorläufer war eine theologische Fakultät, die Papst Leo XIII. am 15. November 1892 aus dem Erzbischöflichen Priesterseminar in Venegono Inferiore nach Mailand verlegte. In der Apostolischen Konstitution Deus scientiarum Dominus wurde die Hochschule durch Papst Pius XI. am 7. Dezember 1938 konstituiert. 1978 erfolgte die staatliche Anerkennung. 
Die Hochschule hat neben ihrem Hauptsitz in Mailand weitere Außenstellen in Mailand (2. Sitz), Turin und Genua. Aus dem Campus in Padua entstand 2005 die Theologische Fakultät des Triveneto.